# Not the Same
"Not the Same" (em português: Não sou o mesmo) é a canção que representou a Austrália no Festival Eurovisão da Canção 2022 que teve lugar em Turim. A canção foi selecionada através do Eurovision – Australia Decides realizado a 26 de fevereiro de 2022. Na semifinal do dia 12 de maio, a canção qualificou-se para a final, terminando a competição em 15º lugar com 125 pontos.